# Super Cup 2023
La Super Cup 2023, nota anche come Hero Super Cup 2023, è stata la 3ª edizione del torneo calcistico, l'edizione precedente è stata sospesa a causa della Pandemia di COVID-19 del 2020 in India.

## Regolamento
Tutte le partite si giocheranno nello stato del Kerala, nelle città di Kochi, Kozhikode e Thiruvananthapuram. Tutte le 11 squadre della Indian Super League e i campioni della I-League 2022-2023 accederanno direttamente alla fase a gironi. Le squadre classificate dal 2º al 10º posto nella I-League si sfideranno nei turni di qualificazione per i quattro posti rimanenti nella fase a gironi.
Nelle qualificazioni, le squadre della Hero I-League classificate al 9º e al 10º posto si affronteranno nella Qualificazione 1, con la vincitrice che incontrerà la seconda classificata nella Qualificazione 2. Insieme alle partite sopra menzionate, le squadre della I-League classificate tra la 3° all'8° si affronteranno in un formato a eliminazione diretta per le qualificazioni. La squadra vincitrice della competizione sfiderà il Gokulam Kerala, vincitore della I-League 2021-2022, per un posto nella fase a gironi della Coppa dell'AFC 2023-2024. In caso di vittoria del torneo del Gokulam Kerala, questa si qualificherà automaticamente alla competizione.

## Squadre partecipanti
Alla competizione partecipano le 11 squadre di Super League e le prime 10 di I-League.

### Lista
| Qualificazioni (9 squadre) | Fase a eliminazione diretta (12 squadre) |
| - Aizawl - Churchill Brothers - Gokulam Kerala - Mohammedan - NEROCA - Rajasthan United - Real Kashmir - Sreenidi Deccan - TRAU | I-League - RoundGlass Punjab Indian Super League - ATK Mohun Bagan - Bengaluru - Chennaiyin - East Bengal - Goa - Hyderabad - Jamshedpur - Kerala Blasters - Mumbai City - NorthEast United - Odisha |

## Stadi
| Kozhikode        | Manjeri          |
| ---------------- | ---------------- |
| EMS Stadium      | Payyanad Stadium |
| Capienza: 50 000 | Capienza: 30 000 |
|                  |                  |

## Date
| Fase                        | Turno          | Date              |
| --------------------------- | -------------- | ----------------- |
| Qualificazioni              | Qualificazioni | 3-6 aprile 2023   |
| Fase a eliminazione diretta | gironi         | 8-19 aprile 2023  |
| Fase a eliminazione diretta | Semifinali     | 21-22 aprile 2023 |
| Fase a eliminazione diretta | Finale         | 25 aprile 2023    |

## Partite

### Play-off

#### 1º turno
| Arbitro: | Mondal P. |

|                                               |                      |                                                |
| Shaiborlang Kharpan 65’ Lalremsanga Fanai 98’ | Marcatori            | 45+1’ Lunminlen Haokip 120+3’ Sweden Fernandes |
|                                               | Tiri di rigore 1 – 3 |                                                |

#### 2º turno
| Squadra 1       | Risultato | Squadra 2          |
| --------------- | --------- | ------------------ |
| Sreenidi Deccan | 4 - 2     | NEROCA             |
| Gokulam Kerala  | 5 - 2     | Mohammedan         |
| TRAU            | 0 - 1     | Aizawl             |
| Real Kashmir    | 0 - 6     | Churchill Brothers |

##### risultati
| Arbitro: | I Jamal Mohamed |

|                                                                          |           |                                       |
| Faysal Shayesteh 37’ Juan David Castañeda 55’ Rilwan Hassan 90+1’, 90+4’ | Marcatori | 67’ Tangva Ragui 80’ Benjamin Lupheng |

| Arbitro: | Nathan S. |

|                                                                               |           |                       |
| Omar Ramos 10’ K Sourav 47’ Farshad Noor 64’ Thahir Zaman 78’ Abdul Hakku 85’ | Marcatori | 27’, 48’ Abiola Dauda |

| Arbitro: | Purkayastha A. |

|  |           |                |
|  | Marcatori | 64’ Ivan Veras |

| Arbitro: | Banerjee P. |

|  |           |                                                                                  |
|  | Marcatori | 6’ (Rig.) Martín Cháves 36’, 45+1’, 59’, 61’ Ansumana Kromah 75’ Sardor Jakhonov |

### Fase a gironi

#### Gruppo A

##### Classifica
| Pos. | Squadra         | Pt | G | V | N | P | GF | GS | DR |
| ---- | --------------- | -- | - | - | - | - | -- | -- | -- |
| 1.   | Bengaluru       | 5  | 3 | 1 | 2 | 0 | 4  | 2  | +2 |
| 2.   | Sreenidi Deccan | 4  | 3 | 1 | 1 | 1 | 3  | 2  | +1 |
| 3.   | Kerala Blasters | 4  | 3 | 1 | 1 | 1 | 4  | 4  | 0  |
| 4.   | Punjab FC       | 3  | 3 | 1 | 0 | 2 | 2  | 5  | -3 |

###### risultati
| Arbitro: | Arumughan R. |

|                   |           |                      |
| Javi Hernández 9’ | Marcatori | 22’ Faysal Shayesteh |

| Arbitro: | Nagvenkar T. |

|                                                                             |           |                       |
| Dīmītrīs Diamantakos 40’ (Rig.) Nishu Kumar 54’ Rahul Kannoly Praveen 90+5’ | Marcatori | 73’ Krishananda Singh |

| Arbitro: | Purkayastha A. |

|                                            |           |  |
| Rilwan Hassan 17’ Juan David Castañeda 44’ | Marcatori |  |

| Arbitro: | Mondal P. |

|  |           |                                              |
|  | Marcatori | 66’ Udanta Singh 90+5’ (Rig.) Javi Hernández |

| Arbitro: | I Jamal Mohamed |

|             |           |  |
| Valpuia 39’ | Marcatori |  |

| Arbitro: | Kumar Gupta R. |

|                 |           |                          |
| Roy Krishna 23’ | Marcatori | 77’ Dīmītrīs Diamantakos |

#### Gruppo B

##### Classifica
| Pos. | Squadra     | Pt | G | V | N | P | GF | GS | DR |
| ---- | ----------- | -- | - | - | - | - | -- | -- | -- |
| 1.   | Odisha      | 7  | 3 | 2 | 1 | 0 | 6  | 2  | +4 |
| 2.   | Hyderabad   | 4  | 3 | 1 | 1 | 1 | 6  | 6  | 0  |
| 3.   | East Bengal | 3  | 3 | 0 | 3 | 0 | 6  | 6  | 0  |
| 4.   | Aizawl      | 1  | 3 | 0 | 1 | 2 | 3  | 7  | -4 |

###### Risultati
| Arbitro: | Kundu H. |

|                                          |           |                  |
| Joel Chianese 17’ João Victor 51’ (Rig.) | Marcatori | 90+6’ Ivan Veras |

| Arbitro: | Kumar Gupta R. |

|                        |           |                     |
| Nandha Kumar Sekar 73’ | Marcatori | 38’ Mobashir Rahman |

| Arbitro: | Venkatesh R |

|  |           |                                                                  |
|  | Marcatori | 47’ Diego Maurício 56’ Víctor Rodríguez 90+2’ Nandha Kumar Sekar |

| Arbitro: | Arumughan R. |

|                                             |           |                                          |
| Naorem Mahesh Singh 4’, 45’ V.P. Suhair 17’ | Marcatori | 11’, 71’ Javier Siverio 83’ Abdul Rabeeh |

| Arbitro: | Venkatesh R |

|                                          |           |                                          |
| Naorem Mahesh Singh 17’ Sumeet Passi 22’ | Marcatori | 42’ HK Lalhruaitluanga 48’ Lalchhawnkima |

| Arbitro: | Banerjee P. |

|                    |           |                                         |
| Javier Siverio 11’ | Marcatori | 55’ Diego Maurício 86’ Víctor Rodríguez |

#### Gruppo C

##### Classifica
| Pos. | Squadra         | Pt | G | V | N | P | GF | GS | DR |
| ---- | --------------- | -- | - | - | - | - | -- | -- | -- |
| 1.   | Jamshedpur      | 9  | 3 | 3 | 0 | 0 | 11 | 5  | +6 |
| 2.   | FC Goa          | 6  | 3 | 2 | 0 | 1 | 5  | 5  | 0  |
| 3.   | ATK Mohun Bagan | 3  | 3 | 1 | 0 | 2 | 5  | 5  | 0  |
| 4.   | Gokulam Kerala  | 0  | 3 | 0 | 0 | 3 | 3  | 9  | -6 |

###### Risultati
| Arbitro: | Venkatesh R |

|                                                                             |           |                        |
| Liston Colaco 6’, 27’ Hugo Boumous 45’ Manvir Singh 63’ Kiyan Nassiri 90+4’ | Marcatori | 72’ Sergio Mendigutxia |

| Arbitro: | I Jamal Mohamed |

|                                           |           |                                                                                             |
| Noah Sadaoui 6’, 70’ Iker Guarrotxena 61’ | Marcatori | 11’ Pratik Chowdhary 27’, 59’ Rafael Crivellaro 45+4’ (A.g.) Fares Arnaout 82’ Harry Sawyer |

| Arbitro: | Kundu H. |

|  |           |                      |
|  | Marcatori | 90’ Iker Guarrotxena |

| Arbitro: | Nagvenkar T. |

|                                                  |           |  |
| Boris Singh Thangjam 22’, 42’ Harry Sawyer 90+5’ | Marcatori |  |

| Arbitro: | Senthil Nathan S |

|                                                         |           |                        |
| Harry Sawyer 40’ Farukh Choudhary 59’ Ishan Pandita 69’ | Marcatori | 33’, 62’ Samuel Konney |

| Arbitro: | Arumughan R. |

|  |           |                   |
|  | Marcatori | 89’ Fares Arnaout |

#### Gruppo D

##### Classifica
| Pos. | Squadra            | Pt | G | V | N | P | GF | GS | DR |
| ---- | ------------------ | -- | - | - | - | - | -- | -- | -- |
| 1.   | NorthEast Utd      | 6  | 3 | 2 | 0 | 1 | 10 | 8  | +2 |
| 2.   | Mumbai City        | 6  | 3 | 2 | 0 | 1 | 4  | 3  | +1 |
| 3.   | Chennaiyin         | 4  | 3 | 1 | 1 | 1 | 4  | 3  | +1 |
| 4.   | Churchill Brothers | 1  | 3 | 0 | 1 | 2 | 4  | 8  | -4 |

###### Risultati
| Arbitro: | Senthil Nathan S |

|                                                     |           |                    |
| Mehtab Singh 26’ Lallianzuala Chhangte 90+1’ (Rig.) | Marcatori | 9’ Ansumana Kromah |

| Arbitro: | Banerjee P. |

|                                                               |           |                                         |
| Rahim Ali 16’, 82’ Edwin Sydney Vanspaul 33’ Julius Düker 50’ | Marcatori | 42’ Rochharzela 90+2’ Laldanmawia Ralte |

| Manjeri 15 aprile 2023, ore 13:30 UTC+5:30 2ª giornata | Churchill Brothers | 0 – 0 referto | Chennaiyin | Payyanad Stadium (2 225 spett.)\| Arbitro: \| Purkayastha A. \| |
| Arbitro:                                               | Purkayastha A.     |               |            |                                                                 |

| Arbitro: | Mondal P. |

|                                   |           |                 |
| Wilmar Jordán Gil 32’ (Rig.), 50’ | Marcatori | 85’ Lalengmawia |

| Arbitro: | Kumar Gupta R. |

|                                                                     |           |                                                                    |
| Wilmar Jordán Gil 27’, 44’, 51’, 70’ Gani Nigam 79’ Jithin MS 90+1’ | Marcatori | 9’ Kingslee Fernandes 61’ Martín Cháves 84’ (A.g.) Mohammed Irshad |

| Arbitro: | Kundu H. |

|                    |           |  |
| Ayush Chhikara 33’ | Marcatori |  |

### Fase a eliminazione diretta

#### Tabellone
|  | Semifinali | Semifinali    | Semifinali |        |           | Finale    | Finale | Finale |  |
|  |            |               |            |        |           |           |        |        |  |
|  | A          | Bengaluru     | 2          |        |           |           |        |        |  |
|  | A          | Bengaluru     | 2          |        |           |           |        |        |  |
|  | C          | Jamshedpur    | 0          |        |           |           |        |        |  |
|  | C          | Jamshedpur    | 0          |        | Bengaluru | Bengaluru | 1      |        |  |
|  |            |               |            |        | Bengaluru | Bengaluru | 1      |        |  |
|  |            |               | Odisha     | Odisha | 2         |           |        |        |  |
|  | B          | Odisha        | Odisha     | Odisha | 2         | 3         |        |        |  |
|  | B          | Odisha        |            |        |           |           |        |        |  |
|  | D          | NorthEast Utd | 1          |        |           |           |        |        |  |

#### Semifinali
| Squadra 1 | Risultato | Squadra 2     |
| --------- | --------- | ------------- |
| Bengaluru | 2 - 0     | Jamshedpur    |
| Odisha    | 3 - 1     | NorthEast Utd |

##### risultati
| Arbitro: | Venkatesh R |

|                                   |           |  |
| Jayesh Rane 67’ Sunil Chhetri 84’ | Marcatori |  |

| Arbitro: | Senthil Nathan S |

|                                               |           |                      |
| Nandha Kumar Sekar 9’, 63’ Diego Maurício 85’ | Marcatori | 1’ Wilmar Jordán Gil |

#### Finale
| Arbitro: | Kumar Gupta R. |

|                          |           |                         |
| Sunil Chhetri 83’ (Rig.) | Marcatori | 23’, 38’ Diego Maurício |

| Bengaluru | Odisha |

|                 |    |                       |     |
|                 |    |                       |     |
| GK              | 1  | Gurpreet Singh Sandhu |     |
| CB              | 32 | Naorem Roshan Singh   |     |
| CB              | 25 | Namgyal Bhutia        |     |
| CB              | 3  | Sandesh Jhingan       |     |
| RM              | 18 | Rohit Kumar           | 46’ |
| MF              | 8  | Suresh Singh Wangjam  | 22’ |
| MF              | 7  | Jayesh Rane           | 46’ |
| LF              | 6  | Bruno Ramires         |     |
| RW              | 22 | Roy Krishna           |     |
| FW              | 21 | Udanta Singh          |     |
| LW              | 11 | Sunil Chhetri (c)     | 58’ |
| A disposizione: |    |                       |     |
| MF              | 31 | Leon Augustine        |     |
| DF              | 33 | Prabir Das            |     |
| MF              | 45 | Lalremtluanga Fanai   |     |
| DF              | 4  | Aleksandar Jovanović  | 46’ |
| FW              | 39 | Sivasakthi Narayanan  |     |
| MF              | 23 | Pablo Pérez           | 46’ |
| GK              | 30 | Lara Sharma           |     |
| MF              | 2  | Parag Shrivas         |     |
| DF              | 44 | Robin Yadav           |     |
| Allenatore:     |    |                       |     |
| Simon Grayson   |    |                       |     |

|                  |    |                          |       |
|                  |    |                          |       |
| GK               | 1  | Amrinder Singh           | 29’   |
| RB               | 3  | Narender Gahlot          | 90+3’ |
| CB               | 6  | Osama Malik              |       |
| CB               | 5  | Carlos Delgado (c)       |       |
| LB               | 36 | Sahil Panwar             |       |
| MF               | 24 | Thoiba Singh Moirangthem |       |
| MF               | 25 | Princeton Rebello        | 86’   |
| RM               | 17 | Jerry Mawihmingthanga    | 86’   |
| AM               | 32 | Víctor Rodríguez         | 90+1’ |
| LM               | 11 | Nandha Kumar Sekar       | 78’   |
| FW               | 9  | Diego Maurício           | 86’   |
| A disposizione:  |    |                          |       |
| MF               | 21 | Saúl Crespo              | 86’   |
| MF               | 10 | Raynier Fernandes        |       |
| FW               | 99 | Aniket Jadhav            | 78’   |
| DF               | 39 | Lalruatthara             |       |
| DF               | 30 | Denechandra Meitei       |       |
| MF               | 19 | Isak Vanlalruatfela      |       |
| FW               | 7  | Pedro Martín             | 90+1’ |
| GK               | 28 | Lalthuammawia Ralte      |       |
| MF               | 8  | Paul Ramfangzauva        | 86’   |
| MF               | 48 | Isaac Vanmalsawma        | 86’   |
| Allenatore:      |    |                          |       |
| Clifford Miranda |    |                          |       |

## Statistiche

### Individuali

#### Classifica marcatori
| Gol | Rigori |  | Giocatore             | Squadra            |
| --- | ------ |  | --------------------- | ------------------ |
| 7   | 1      |  | Wilmar Jordán Gil     | NorthEast United   |
| 5   | 0      |  | Diego Maurício        | Odisha             |
| 4   | 0      |  | Ansumana Kromah       | Churchill Brothers |
| 4   | 0      |  | Nandha Kumar Sekar    | Odisha             |
| 3   | 0      |  | Rilwan Hassan         | Sreenidi Deccan    |
| 3   | 0      |  | Naorem Mahesh Singh   | East Bengal        |
| 3   | 0      |  | Javier Siverio        | Hyderabad          |
| 3   | 0      |  | Harry Sawyer          | Jamshedpur         |
| 2   | 0      |  | Abiola Dauda          | Mohammedan         |
| 2   | 0      |  | Faysal Shayesteh      | Sreenidi Deccan    |
| 2   | 0      |  | Ivan Veras            | Aizawl             |
| 2   | 0      |  | Liston Colaco         | ATK Mohun Bagan    |
| 2   | 0      |  | Rafael Crivellaro     | Jamshedpur         |
| 2   | 0      |  | Noah Sadaoui          | Goa                |
| 2   | 0      |  | Rahim Ali             | Chennaiyin         |
| 2   | 0      |  | Juan David Castañeda  | Sreenidi Deccan    |
| 2   | 0      |  | Iker Guarrotxena      | Goa                |
| 2   | 0      |  | Boris Singh Thangjam  | Jamshedpur         |
| 2   | 0      |  | Víctor Rodríguez      | Odisha             |
| 2   | 0      |  | Samuel Konney         | Gokulam Kerala     |
| 2   | 1      |  | Javi Hernández        | Bengaluru          |
| 2   | 1      |  | Dīmītrīs Diamantakos  | Kerala Blasters    |
| 2   | 1      |  | Martín Cháves         | Churchill Brothers |
| 2   | 1      |  | Sunil Chhetri         | Bengaluru          |
| 1   | 0      |  | Lunminlen Haokip      | NEROCA             |
| 1   | 0      |  | Shaiborlang Kharpan   | Rajasthan United   |
| 1   | 0      |  | Lalremsanga Fanai     | Rajasthan United   |
| 1   | 0      |  | Sweden Fernandes      | NEROCA             |
| 1   | 0      |  | Tangva Ragui          | NEROCA             |
| 1   | 0      |  | Benjamin Lupheng      | NEROCA             |
| 1   | 0      |  | Omar Ramos            | Gokulam Kerala     |
| 1   | 0      |  | Sourav K              | Gokulam Kerala     |
| 1   | 0      |  | Farshad Noor          | Gokulam Kerala     |
| 1   | 0      |  | Thahir Zaman          | Gokulam Kerala     |
| 1   | 0      |  | Abdul Hakku           | Gokulam Kerala     |
| 1   | 0      |  | Sardor Jakhonov       | Churchill Brothers |
| 1   | 0      |  | Nishu Kumar           | Kerala Blasters    |
| 1   | 0      |  | Krishananda Singh     | RoundGlass Punjab  |
| 1   | 0      |  | Rahul Kannoly Praveen | Kerala Blasters    |
| 1   | 0      |  | Joel Chianese         | Hyderabad          |
| 1   | 0      |  | Mobashir Rahman       | East Bengal        |
| 1   | 0      |  | Hugo Boumous          | ATK Mohun Bagan    |
| 1   | 0      |  | Manvir Singh          | ATK Mohun Bagan    |
| 1   | 0      |  | Sergio Mendigutxia    | Gokulam Kerala     |
| 1   | 0      |  | Kiyan Nassiri         | ATK Mohun Bagan    |
| 1   | 0      |  | Pratik Chowdhary      | Jamshedpur         |
| 1   | 0      |  | Ansumana Kromah       | Churchill Brothers |
| 1   | 0      |  | Mehtab Singh          | Mumbai City        |
| 1   | 0      |  | Edwin Sydney Vanspaul | Chennaiyin         |
| 1   | 0      |  | Rochharzela           | NorthEast United   |
| 1   | 0      |  | Julius Düker          | Chennaiyin         |
| 1   | 0      |  | Laldanmawia Ralte     | NorthEast United   |
| 1   | 0      |  | Udanta Singh          | Bengaluru          |
| 1   | 0      |  | V.P. Suhair           | East Bengal        |
| 1   | 0      |  | Abdul Rabeeh          | Hyderabad          |
| 1   | 0      |  | Lalengmawia           | Mumbai City        |
| 1   | 0      |  | Roy Krishna           | Bengaluru          |
| 1   | 0      |  | Valpuia               | RoundGlass Punjab  |
| 1   | 0      |  | Sumeet Passi          | East Bengal        |
| 1   | 0      |  | HK Lalhruaitluanga    | Aizawl             |
| 1   | 0      |  | Lalchhawnkima         | Aizawl             |
| 1   | 0      |  | Farukh Choudhary      | Jamshedpur         |
| 1   | 0      |  | Ishan Pandita         | Jamshedpur         |
| 1   | 0      |  | Fares Arnaout         | Goa                |
| 1   | 0      |  | Ayush Chhikara        | Mumbai City        |
| 1   | 0      |  | Kingslee Fernandes    | Churchill Brothers |
| 1   | 0      |  | Gani Nigam            | NorthEast United   |
| 1   | 0      |  | Jithin MS             | NorthEast United   |
| 1   | 0      |  | Jayesh Rane           | Bengaluru          |
| 1   | 1      |  | João Victor           | Hyderabad          |
| 1   | 1      |  | Lallianzuala Chhangte | Mumbai City        |